# Pedro Arellano Sada
Pedro Arellano Sada (Ablitas, Navarra, 3 d'agost de 1897 - Barcelona, 19 de març de 1959) va ser un arxiver, mestre d'escola i professor navarrès.
Membre d'una família humil, començà a treballar amb tretze anys, després de deixar l'escola. No obstant això, amb divuit es matricula a l'Escola Normal de Saragossa, obtenint el títol de magisteri. El 1929 es va llicenciar en història a la Facultat de Filosofia d'aquesta ciutat. Va exercir de mestre en diverses destinacions, a Ceuta, a Cabanillas (Navarra), i ja llicenciat, a la localitat alabesa de Salinas d'Añana, on també va fer de secretari. Aquesta darrera destinació estaria en l'origen del seu interès pels arxius. El 1931 entrà per oposició al Cos Facultatiu d'Arxivers, Bibliotecaris i Arqueòlegs, sent el seu primer destí la Biblioteca Nacional de Madrid, on treballaria a les ordres de Miguel Artigas Ferrando. L'any següent és traslladat per a exercir de Bibliotecari a la Universitat de Barcelona. El 1940 és nomenat sotsdirector de la Biblioteca de Catalunya, col·laborant en la gestió de les biblioteques populars, que aleshores depenien de la direcció de la Biblioteca. Va desenvolupar una intensa tasca divulgadora com arxiver, organitzador d'exposicions i com a conferenciant. Un dels promotors del moviment basquista a la Ribera Navarresa, va ser soci de la Societat d'Estudis Bascos. Després de la Guerra Civil Espanyola va fer classes a l'Institut Maragall i a l'Escola de Bibliotecàries, encarregant-se de les assignatures de Paleografia (1939-1953), Bibliografia (1943-1947) i Història del llibre (1943-1953). En la seva memòria, el centre cultural d'Ablitas, porta el seu nom.
Publicacions
- Misión y deontología del bibliotecario, Dirección General de Archivos y Bibliotecas (1954)
- Catálogo de la exposición bibliográfica del Concilio de Trento celebrada en conmemoración del IV centenario, 1545-1945 (1947)
- "Las bibliotecas de seminarios en las universidades". Biblioteconomía: boletín de la Escuela de Bibliotecarias de Barcelona (1946)
- "El Folklore de la merindad de Tudela". Anuario de Eusko-Folklore (1933)
- "Salinas de Añana a través de los documentos y diplomas conservados en su Archivo Municipal". Revista Universidad de Zaragoza (1930)